# Andonectes
Andonectes es un género de coleópteros adéfagos de la familia Dytiscidae.

## Especies
- Andonectes aequatorius	(Regimbart 1899)
- Andonectes gregarium	Garcia 2002
- Andonectes gregarius	Garcia 2002
- Andonectes intermedium	Garcia 2002
- Andonectes intermedius	Garcia 2002
- Andonectes maximus	Tremouilles 2001